# Nahverkehr in Wetzlar
Der öffentliche Personennahverkehr in Wetzlar wird durch die Lokale Nahverkehrsgesellschaft der Stadt Wetzlar organisiert. Die Stadt Wetzlar ist als Aufgabenträger nach dem Hessischen ÖPNV-Gesetz für diese Aufgabe zuständig. Gemeinsam mit 25 weiteren mittel- und südhessischen Aufgabenträgern (Landkreisen, Kreisfreien Städten und Sonderstatusstädten) ist die Stadt Wetzlar Gesellschafter des Rhein-Main-Verkehrsverbundes (RMV), der im Verbundgebiet die einheitliche Organisation des ÖPNV gewährleistet. Mit der Durchführung des Busverkehrs im Stadtgebiet hat die Stadt Wetzlar die Wetzlarer Verkehrsbetriebe, eine GmbH im Besitz der Stadt Wetzlar beauftragt. Allein der Betrieb der Stadtbusse wird 2025 8,5 Millionen Euro veranschlagt.
Weitere im Auftrag der Verkehrsgesellschaft Lahn-Dill-Weil (Aufgabenträgerorganisation für den ÖPNV im Lahn-Dill-Kreis und im Landkreis Limburg-Weilburg) fahrende Linien verbinden Wetzlar mit dem Kreisgebiet.
Da keine Straßenbahn oder andere Verkehrsmittel in der mehr als 50.000 Einwohner zählenden Stadt eingesetzt werden, konzentriert sich der gesamte ÖPNV auf den Bus. Eigene Busspuren sind am Busbahnhof, in der Gloël- und Seibertstraße sowie am Buderusplatz vorhanden. Die innerstädtischen Ampeln sind mit einer Vorrangschaltung für den Busverkehr ausgestattet. 

## Geschichte
Wetzlar war schon seit langer Zeit, bedingt durch die Lage an der Hohen Straße, Station für Postkutschen. In den Jahren 1862 und 1863 erhielt Wetzlar mit dem Bau der beiden einzigen bis heute noch in Betrieb befindlichen Eisenbahnstrecken seinen Anschluss an das deutsche Eisenbahnnetz. Bis um 1900 bildete sich im Raum Wetzlar ein weitläufiges Schienennetz und Wetzlar wurde Ausgangspunkt für viele Bahnlinien ins Umland. Im frühen 20. Jahrhundert wurde der Einsatz von Straßenbahnen diskutiert, wegen der schwierigen örtlich/geographischen Verhältnisse hat man sich jedoch für den Busbetrieb entschieden, woraufhin die Wetzlarer Verkehrsbetriebe (WVB) gegründet wurden.
Im Frühjahr 2012 wurde der Neubau des zentralen Omnibusbahnhofes/ZOB am Wetzlarer Bahnhof fertiggestellt. An der Bahnhofs-Nordseite stehen seit Mai 2013 ca. 220 befestigte Park-und-Ride-Parkplätze zur Verfügung. Ebenfalls bis Mai 2013 wurde der Bahnhof barrierefrei umgebaut.
Zwischen 2007 und 2012 wurden viele der Wartehäuschen gegen neue Fahrgastunterstände ausgetauscht bzw. neu aufgestellt.
Durch die gestiegenen kommunikationstechnischen Möglichkeiten werden in Zukunft neue Vertriebswege für den Fahrkartenverkauf (Online-Ticket-Shop des RMV, Handy-Ticketing) an Bedeutung gewinnen. Seit Frühjahr 2012 werden elektronische Fahrscheine (zunächst nur Jahreskarten, Wochen- und Monatskarten ab Anfang 2016) vertrieben.
Der neue Industriepark "Leitzpark" im Südosten der Stadt wurden zum Fahrplanwechsel im Dezember 2014 durch die Linie 11 an den Stadtbusverkehr angeschlossen. Ab diesem Zeitpunkt fährt die Linie 11 auch den Bahnhof Dutenhofen an. Die für diese Ausweitung des Linienweges erforderliche zusätzliche Fahrtzeit wird gewonnen, indem die Gießener Stadtteile Allendorf und Lützellinden ab diesem Zeitpunkt nicht mehr durch die Linie 11 angefahren werden.

## Zugverkehr

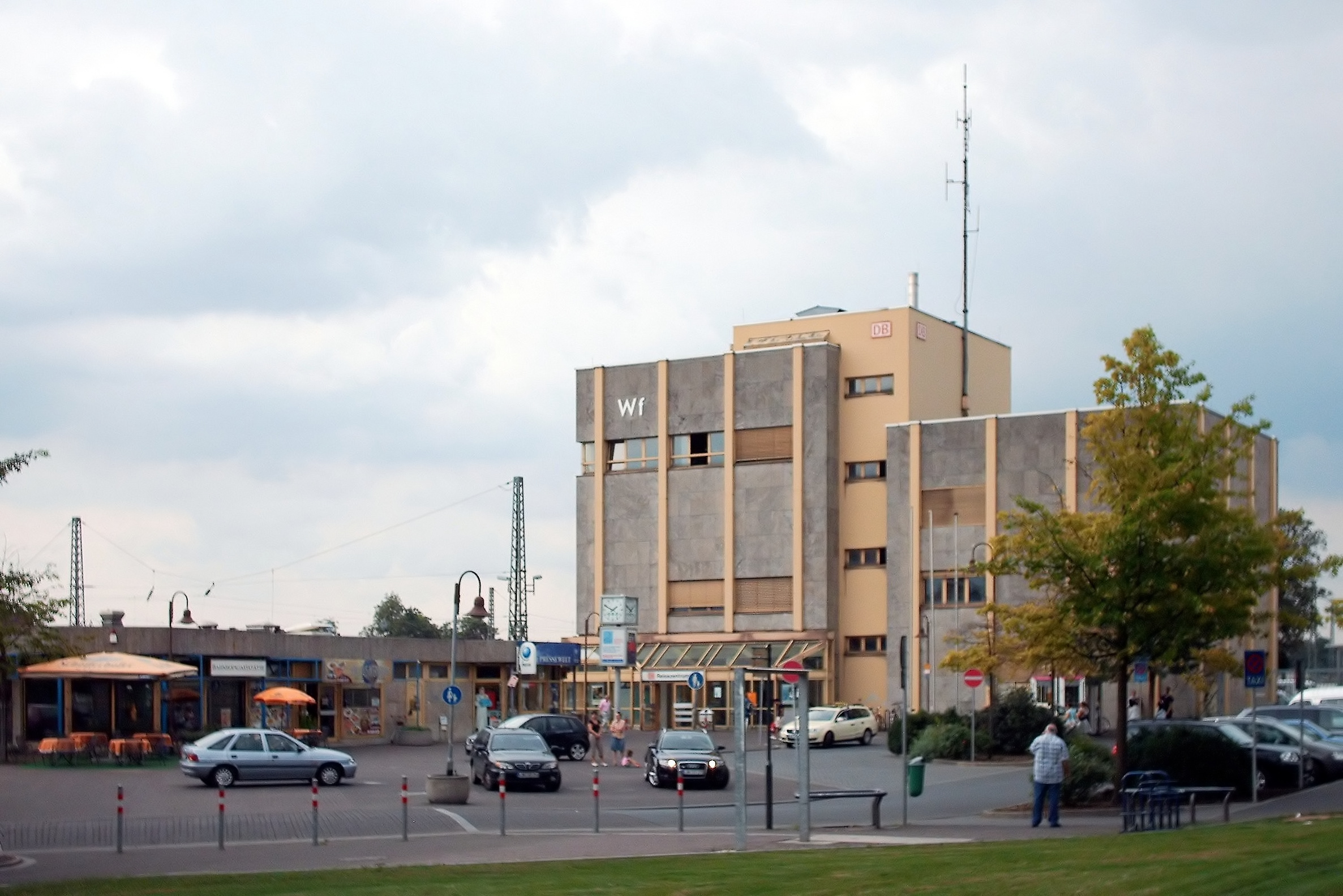
Bahnhof Wetzlar

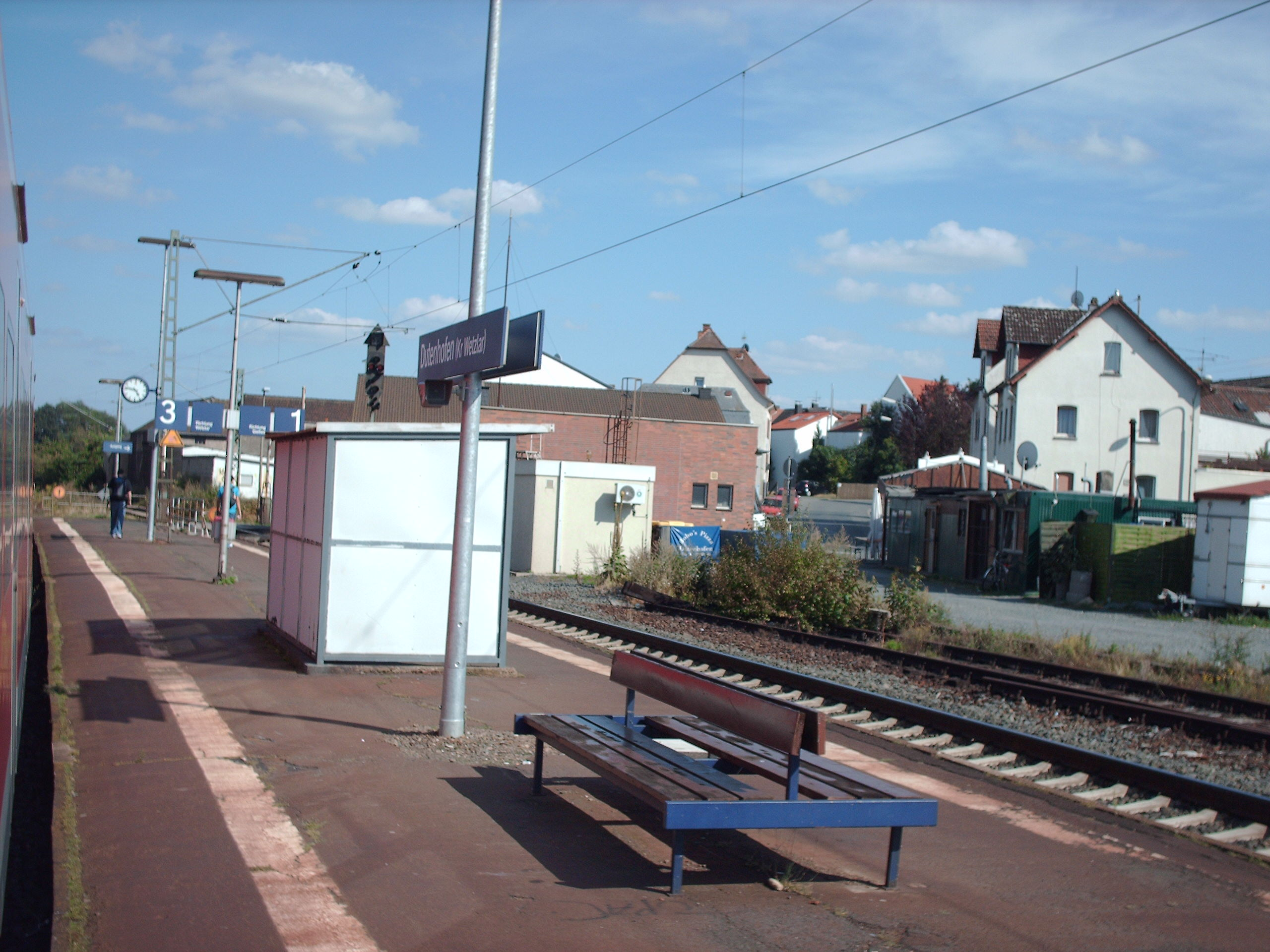
Bahnhof Dutenhofen

Auf dem Stadtgebiet in Wetzlar befinden sich heute zwei Bahnhöfe: Der Bahnhof Wetzlar und der Bahnhof Dutenhofen (Kr Wetzlar). Beide liegen an der Dillstrecke, von der in Wetzlar die Lahntalbahn abzweigt. In Wetzlar halten neben einzelnen Intercity-Zügen die Regional-Express-Züge der RMV-Linie 99 Siegen–Gießen–Frankfurt am Main (Main-Sieg-Express) und die Regionalbahnen des Mittelhessen-Express Dillenburg–Gießen–Frankfurt (RMV-Linie 40/41) sowie die Regional-Express-Züge der Lahn-Eifel-Bahn Koblenz–Limburg–Gießen (RMV-Linie 25) und die Regionalbahnen Limburg–Gießen–Fulda der RMV-Linie 45. Am Bahnhof Dutenhofen (Kr Wetzlar) halten der Mittelhessen-Express, vereinzelte Regionalbahnen von Gießen über Wetzlar nach Dillenburg und seit Dezember 2011 auch die meisten Regionalbahnen der Lahntalbahn (RMV-Linie 45).
Es besteht zudem eine direkte Verbindung von Wetzlar nach Frankfurt, die östlich des Bahnhofes Dutenhofen von der Dillstrecke abzweigt und im Bahnhofsteil Gießen-Bergwald auf die Main-Weser-Bahn trifft. So kann Gießen südwestlich umfahren werden. Diese Strecke wird hauptsächlich vom Güterverkehr genutzt. Im Personenverkehr befährt zurzeit nur das primär für Berufspendler nach und von Frankfurt eingesetzte RE-Sprinter-Zugpaar diese Umgehungsstrecke. Die Strecke von Wetzlar über Garbenheim nach Lollar als Teil der Kanonenbahn, die Bahnstrecke Friedrichsdorf–Albshausen nördlich von Brandoberndorf sowie die Ulmtalbahn über Stockhausen nach Beilstein wurden in den 1970er Jahren stillgelegt, der Haltepunkt im Stadtteil Garbenheim an der Bahnstrecke Lollar–Wetzlar (Teil der Kanonenbahn) 1977 aufgegeben.
Der Bahnhof Wetzlar ist der viertgrößte in Mittelhessen nach den Bahnhöfen in Gießen, Marburg und Limburg. Ab Dezember 2021 verkehrt in Wetzlar die Intercity-Linie 34.

## Buslinien im Stadtverkehr
Durch die Stadtbuslinien sind alle Stadtteile von Wetzlar bis auf Blasbach (Linie 415) und Naunheim (Linie 24 und Linie 240) an den Stadtbusverkehr angebunden.
Zentraler Umsteigeplatz ist zum einen der zentrale Omnibusbahnhof/ZOB direkt am Bahnhof und zum anderen die innenstadtnahe Haltestelle Leitzplatz.
Die Wetzlarer Verkehrsbetriebe befördern auf dem 76 km langen Liniennetz jährlich rund 3,5 Millionen Fahrgäste.
Mit Ausnahme der Linie 17/18 verkehren bis auf wenige Fälle grundsätzlich alle Busse auf der ganzen Linie durchgängig von der Start- bis zur Endhaltestelle. Taktverstärkerfahrten, wie es sie häufig bei anderen Verkehrsmitteln gibt, finden somit nicht statt.
Die Anbindung einzelner Stadtteile ist zudem durch die einige Überlandlinien verstärkt, so zum Beispiel Naunheim mit der Linie 240, Steindorf über Linie 185 und Nauborn durch die Linie 170 und 173.
| Nummer               | Linienweg                                                                      | Bemerkung |
| 10                   | ZOB–Westend–Stadtteil Steindorf                                                | |
| 11                   | ZOB–Blankenfeld–Stadtteil Münchholzhausen – Dutenhofen - Gießen                | |
| 12                   | Aßlar–Niedergirmes–ZOB–Spilburg/Büblingshausen–Krankenhaus                     | |
| 12a                  | ZOB–Spilburg/Büblingshausen–Krankenhaus–Kirschenwäldchen                       | - Verkehr nur in den Sommermonaten mittwochs und sonntags                                                             |
| 13                   | Aßlar–Niedergirmes–ZOB–Stoppelberger Hohl–Krankenhaus                          | - Aßlar–ZOB meist nur in der Hauptverkehrszeit und am Wochenende                                                      |
| 14                   | ZOB–Stadtteil Nauborn                                                          | |
| 15                   | Werner von Siemens Schule-Niedergirmes–ZOB–Spilburg/Büblingshausen/Krankenhaus | |
| 16                   | ZOB–Arbeitsamt/Buderus–Neustadt–Dahlheim                                       | - einzelne Busfahrten über Wetzlar-Dillfeld                                                                           |
| 17/18                | Stadtteil Garbenheim - ZOB - Neuer Friedhof                                    | |
| 24                   | ZOB–Niedergirmes–Stadtteil Naunheim–Lahnau–Gießen                              | - eigenwirtschaftlicher Verkehr der ESE Verkehrsgesellschaft GmbH (also keine Linie des Stadtbusverkehrs Wetzlar)     |
| Citybus              | ZOB → Altstadt → ZOB                                                           | - eigener Tarif - siehe auch "Kleinbuslinien"                                                                         |
| Ortsverkehr Naunheim | Naunheim Simberg → Ortsmitte → Einkaufszentren Ost                             | - verkehrt zunächst dienstags & freitags mit einem Fahrtenpaar probeweise bis Ende 2010 - siehe auch "Kleinbuslinien" |
| Bürgerbus Nauborn    | Langenberg → Ortsmitte → Einkaufszentrum REWE und zurück                       | - verkehrt zunächst einmal wöchentlich dienstags mit einem Fahrtenpaar probeweise. - siehe auch "Kleinbuslinien"      |

### Ehemalige Linien
Folgende Linien wurden in der Vergangenheit durch die Stadtbusse in Wetzlar bedient.
| Nummer | Linienweg                    | Erläuterung |
| 15     | ZOB → Steindorf              | - früher Teil der Linie 5403, heute Linie 10 mit verändertem Fahrtweg                                                |
| 16a    | ZOB → Dillfeld               | - 2004 nach kurzer Testphase wieder eingestellt, heute vereinzelt Fahrten der Linie 16                               |
| 19     | ZOB → WZ-Blasbach → Hohenahr | - seit Dez. 2008 Linie 415, Auftraggeber ist die VLDW - Veränderter Linienweg                                        |
| 5403   | Braunfels → Solms → Wetzlar  | - bis 2007 Auftragsverkehr für die RKH, heute Linie 185, verkehrt im Auftrag der VLDW - leicht veränderter Linienweg |
| 007    | ZOB–Rundverkehr Stadtgebiet  | - nach Ausweitung der Fahrtzeiten wurde die Linie 007 im Jahr 2020 eingestellt                                       |

### „Kleinbuslinien“
Zum 1. September 2010 verkehren im Wetzlarer Stadtgebiet zwei Linien mit einem Kleinbus. Zum einen der Citybus welcher seit 2003 die Fußgängerzonen in der Altstadt mit dem Bahnhof und dem Forum Wetzlar im 30-Minuten-Takt verbindet. Bei dem City-Bus handelt es sich rechtlich nicht um ÖPNV, sondern um einen Marktverkehr. Somit gelten hier die Fahrkarten des Rhein-Main-Verkehrsverbundes (RMV) nicht, es wird ein eigener Tarif angewendet. Die Busflotte des Citybusses wird ab Ende 2025 vollelektrisch unterwegs sein.
Ab September 2010 erhielt der Stadtteil Naunheim probeweise einen innerörtlichen Busverkehr. Die Probezeit wurde inzwischen bis auf weiteres verlängert. Dieser verkehrt dienstags und freitags mit einem Fahrtenpaar ab 9:30 Uhr von zwei Haltestellen im Wohngebiet am Simberg in Richtung Ortsmitte und den Lebensmittelmärkten im Osten von Naunheim. Nach einem 45-minütigen Aufenthalt fährt er wieder zurück. Ziel ist, ältere Mitbürger im Bereich Simberg mobil zu halten. Das Fahrzeug ist ebenfalls ein Kleinbus der Wetzlarer Verkehrsbetriebe. Auch hier handelt es sich rechtlich um einen Marktverkehr, auf dem der RMV-Tarif nicht gilt.
Seit dem 23. Januar verkehrt einmal wöchentlich ein weiterer Kleinbus, ein sogenannter Bürgerbus innerhalb Nauborn. Der Weg führt vom Langenberg in den Ortskern bis zum REWE-Markt in der Artur-Herzog-Straße und zurück. Anbieter ist das Deutsch Rote Kreuz.

### Taktverkehr
In der Regel verkehren in Wetzlar tagsüber die Linien im Takt von 20, 30 oder 60 Minuten. Samstags gibt es einen 30- oder 60-Minuten-Takt, sonntags verkehren die Linien im Takt von 45, 60, 90, 120 oder 180 Minuten. Auf der „Stammstrecke“ zwischen ZOB und Leitzplatz, auf der fast alle Linien verkehren, herrscht dadurch eine Anbindung mit kurzen Taktzeiten.

## Buslinien im Überlandverkehr
| Nummer  | Linienweg                                                                | Bemerkung |
| 120/125 | Wetzlar ZOB–Oberbiel–Leun–Allendorf–Holzhausen–Beilstein/Weilburg        | - ehemals Linie 5405 - Anschluss in Niederbiel an die Linie 185 - Weilburg als Schienenersatzverkehr |
| 170     | Wetzlar ZOB–Schöffengrund–Bonbaden                                       | - in Schwalbach Anschluss an die Linie 160 und 174 |
| 173     | Schöffengrund - Braunfels - Nauborn-Schulgasse - Schöffengrund           | - geführt als Ortsverkehr Schöffengrund - verkehrt nur an Schultagen |
| 185     | Wetzlar ZOB–Stadtteil Steindorf–Albshausen/Oberbiel–Niederbiel–Braunfels | - ehemals Linie 5403 - in Braunfels Anschluss an die Linie 180, 181 und 182 / in Oberndorf Anschluss an die Linie 171, sowie in Niederbiel Anschluss an die Linie 120/125 - letzte Fahrt als Schienenersatzverkehr bis Weilburg |
| 200     | Wetzlar ZOB–Aßlar–Ehringshausen                                          | |
| 240     | Wetzlar ZOB–Naunheim–Lahnau                                              | - ersetzt die ehemalige Linie 41 auf dem Abschnitt Wetzlar Lahnau/verstärkt die aktuelle Linie 24 |
| 311A    | Münchholzhausen-Rechtenbach                                              | - nur morgens und am Nachmittag im Schülerverkehr |
| 312/313 | Wetzlar ZOB–Rechtenbach - Reiskirchen                                    | - in Rechtenbach Anschluss an die Linien 310 nach Gießen und 313 nach Reiskirchen |
| 415     | Wetzlar ZOB–Stadtteil Blasbach–Königsberg-Erda-Altenkirchen              | - ehemals Linien 19/421/422 - in Königsberg Anschluss an die Linie GI-41 (Gießen), in Erda Anschluss an die Linie GI-42/404 |
| 471     | Wetzlar Leitzplatz–ZOB–Aßlar–Ehringshausen–Katzenfurt                    | - ehemals Linie 5357 - fährt teilweise als Linie 472 direkt von/nach Dillenburg |

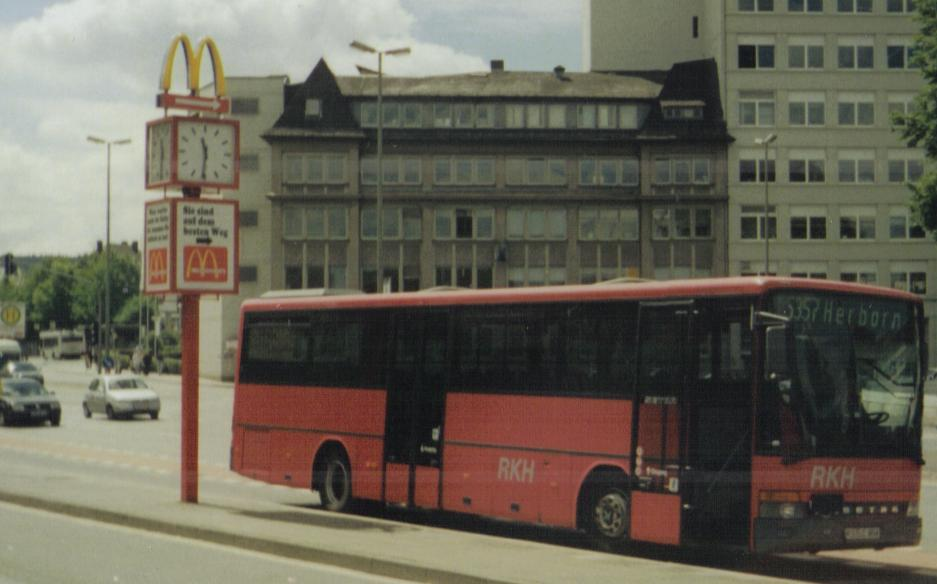
Überlandbus nach Herborn (Leitzplatz)

Durch die Stilllegung des Abschnitts Brandoberndorf–Albshausen der Strecke von Friedrichsdorf, der Ulmtalbahn Stockhausen–Beilstein und der Kanonenbahn Wetzlar–Lollar hat sich der Personennahverkehr aus einigen umliegenden Gemeinden nach Wetzlar in den vergangenen Jahrzehnten zunehmend auf den Bus verlagert. Seit Mitte der 1980er Jahre verbinden somit viele Linien Wetzlar mit seinen Vororten und den umliegenden Gemeinden. Diese Linien werden heute von dem Träger des Personenverkehrs für den Lahn-Dill-Kreis und den Landkreis Limburg-Weilburg, der Verkehrsgesellschaft Lahn-Dill-Weil verantwortet und von ihr beauftragten Verkehrsunternehmen bedient. Als zentrale Umsteigeplätze untereinander sowie zu den Linien des Stadtverkehrs dienen die Haltestellen ZOB und Leitzplatz.
Zu dem Fahrplanwechsel im Jahr 2008 und nochmal 2009 wurde der Linienverkehr im Wetzlarer Raum etappenweise erneuert. Viele Linien erhielten neue Bezeichnungen und vertaktete Fahrpläne. Wesentliche Änderung ist die Ausweitung des Verkehrs in den Abendstunden und an Samstagen sowie größtenteils die stündliche Anbindung von und nach Wetzlar. Zum Einsatz kommen generell nur moderne, Niederflurige Solo- und Gelenkbusse der Hersteller Iveco, MAN, Mercedes-Benz und Solaris.

### Touristischer Busverkehr
Seit ein paar Jahren ist Wetzlar verkehrt in den Sommermonaten die Linie 415 sonn- und feiertags als Teil der sogenannten "Blauen Linie" als Bus mit Fahrradtransport und bindet Wetzlar mit dem Aartalsee und den dortigen Rad- und Wanderwegen an, ebenfalls ist dort ein Umstieg an weitere Freizeitlinien in Richtung Krombachtalsperre, Herborn und Bad Endbach möglich. Ab dem Jahr 2025 wird die Linie 125 ebenfalls entlang des Lahntals und dem Ulmtalradweg an Sonn- und Feiertagen mit Radanhänger bis zur Krombachtalsperre verkehren. Ab Wetzlar ergibt sich somit ein Rundkurs – mit Umstiegen – über das Aartal, Herborn und den hessischen Westerwald sowie dem westlichen Lahntal.

## Busse und Haltestellen
Im Stadtverkehr kommen Niederflurbusse zum Einsatz, darunter auch einige Gelenkbusse. Die WVB verwenden Busse von den Herstellern MAN, Mercedes-Benz und Volvo. In den Bussen befinden sich akustische Haltestellenansagen zur Steigerung der Barrierefreiheit. Auch zahlreiche der 230 Haltestellen im Stadtgebiet wurden barrierefrei umgebaut. Stark frequentierte Haltestellen verfügen in der Regel über ein Wartehäuschen, bzw. einen überdachten Unterstand, die restlichen besitzen das Haltestellenschild, Fahrplaninformationen, einen Mülleimer, teilweise auch eine Sitzgelegenheit.
Die wichtigsten Haltestellen im Stadtgebiet sind ZOB, Leitzplatz und Krankenhaus.

### Zentraler Omnibusbahnhof
Der zentrale Omnibusbahnhof (ZOB) ist mit seinen 12 Haltepunkten auf 3 Bussteigen (Inbetriebnahme: 4. März 2012) Start- und Endpunkt für die meisten Linien im Stadt- und Überlandverkehr. Er ist auch die größte Haltestelle in Wetzlar, neben dem Busbahnhof befindet sich eine Wartefläche für Busse.
In direkter Nachbarschaft befindet sich der Bahnhof, das Forum Wetzlar, die Buderus-Arena sowie die Einkaufsstraße "Bahnhofstraße".

### Leitzplatz / Neues Rathaus
Nahe der Altstadt liegt die Haltestelle Leitzplatz mit insgesamt 4 Bussteigen. Verkehrstechnisch bedingt existiert noch in der Nähe des Leitzplatzes die Haltestelle "Neues Rathaus", welche von den Bussen stadtauswärts Richtung Westend angefahren wird. Stadteinwärts halten diese Busse jedoch an der Haltestelle "Leitzplatz". Beide Haltestellen spielen eine wichtige Rolle im Busverkehr, da sich hier die Linien in Richtung Westend/Braunfels, Nauborn und Wetzlar-Süd treffen, bzw. teilen.
Von der Haltestelle Leitzplatz sind unter anderem die Altstadt, das Rathaus und die Leitz-Werke schnell zu Fuß zu erreichen.

### Krankenhaus
An der Haltestelle Krankenhaus beginnen die Linien 12 und 13, die Linie 12 a führt von hier aus weiter in Richtung Kirschenwäldchen. Ebenfalls wird die Haltestelle durch die Linie 15 angefahren. Eine Besonderheit der Haltestelle ist, dass die meisten Busse der Linien 12/13 hier nach einem kurzen Aufenthalt als andere Linie (Linie 12 als Linie 13 und umgekehrt) wieder Stadt einwärts fahren, somit ergibt sich ein Ringverkehr.

### Ehemalige Haltestellen
Seit Mitte 2009 ist die Haltestelle "Altenberger Straße" geschlossen (Linie 125 und 185), Grund hierfür ist der Wegfall der Abfahrt "Altenberger Straße" an der B49.
Bis etwa 2003 fuhren alle Stadtbusse die Haltestelle "Haus der Mode" am Karl-Kellner-Ring an, diese wurde jedoch zu Gunsten von "Seibertstraße" aufgegeben.
Auch die Haltestelle "Schellweg" (alte Linie 5405) in Wetzlar-Niedergirmes wird nicht mehr fahrplanmäßig bedient.
Überall wurden die Haltestellenschilder und Wartehäuschen entfernt.

## Zukunft
Mit der gestiegenen Anzahl an Arbeitsplätzen im Gewerbegebiet "Dillfeld" wird ab 2026 (erneut) über eine Buslinie dorthin nachgedacht. Im Gegensatz zur ehemaligen Linie 16a wird eine Weiterführung bis Aßlar in Erwägung gezogen.